# Alice Coltrane

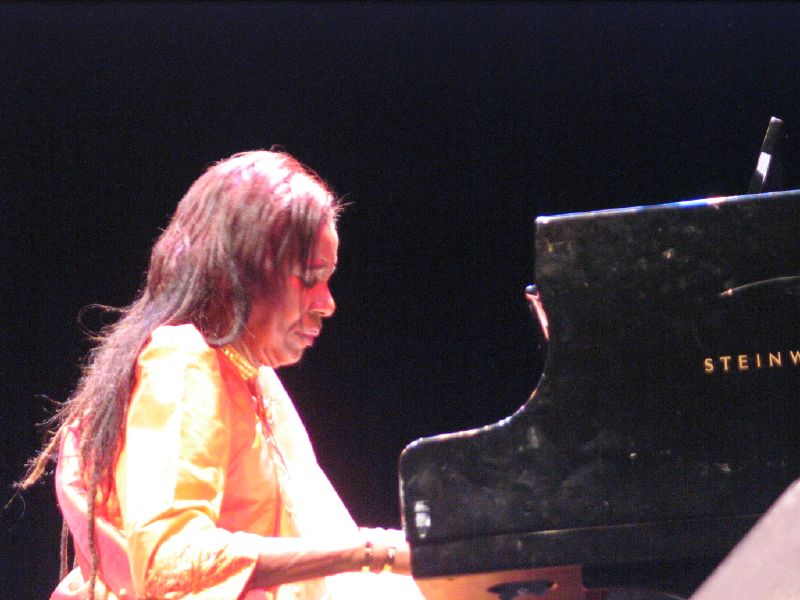
Alice Coltrane

Alice Coltrane, geboren als Alice McLeod (Detroit, 27 augustus 1937 – Los Angeles, 12 januari 2007), was een Amerikaanse jazz-pianiste, -organiste, -harpiste en -componiste.

## Levensloop
Coltrane studeerde klassieke muziek. Ze kreeg haar pianolessen van Bud Powell. Ze begon haar carrière als beroepsjazzmuzikante in Detroit, met haar eigen trio en als duo met vibrafonist Terry Pollard. Vanaf 1962 tot 1963 speelde ze in het Terry Gibbs-kwartet en ontmoette ze John Coltrane. Vanaf 1965 speelde ze piano in de band van Coltrane tot zijn dood in 1967. Ze trouwde met hem in 1966 en kreeg, naast haar dochter uit een eerder huwelijk, drie kinderen met hem: drummer John jr. en saxofonisten Oran en Ravi Coltrane. John jr. kwam begin jaren tachtig om bij een auto-ongeluk.
Na de dood van haar echtgenoot bleef Coltrane in haar eigen groepen spelen. Ze ging meer en meer de richting van de meditatieve muziek uit. Ze was naast Dorothy Ashby, een van de weinige harpisten in de geschiedenis van de jazz.
In de jaren zeventig veranderde ze haar naam in Swamini Turiyasangitananda vanwege haar belangstelling voor oosterse religie. Ze was een volgelinge van de Indiase goeroe Sathya Sai Baba. Ze bleef echter wel optreden onder de naam Alice Coltrane.
Alice Coltrane overleed op 69-jarige leeftijd aan een ademhalingsstoornis in een ziekenhuis in Los Angeles.

## Soloalbums
- A Monastic Trio (1967-68)
- Huntington Ashram Monastery (1969)
- Ptah, the El Daoud (1970)
- Journey in Satchidananda (1970)
- Astral Meditations (1966-71)
- Universal Consciousness (1971)
- World Galaxy (1971)
- Lord of Lords (1972)
- John Coltrane: Infinity (1973)
- Reflection on Creation and Space (A Five Year View) (1973)
- The Elements (1973; met Joe Henderson)
- Illuminations (1974; met Carlos Santana)
- Radha-Krisna Nama Sankirtana (1976)
- Transcendence (1977)
- Transfiguration (1978)
- Divine Songs (1987)
- Translinear Light (2004; met Ravi Coltrane)